# Dicranum filum
Dicranum filum là một loài rêu trong họ Dicranaceae. Loài này được Bory mô tả khoa học đầu tiên năm 1804.